# Pseudalcantarea grandis
Pseudalcantarea grandis (Syn.: Tillandsia grandis Schltdl.) ist eine Pflanzenart aus der Gattung Pseudalcantarea innerhalb der Familie der Bromeliengewächse (Bromeliaceae).

## Beschreibung

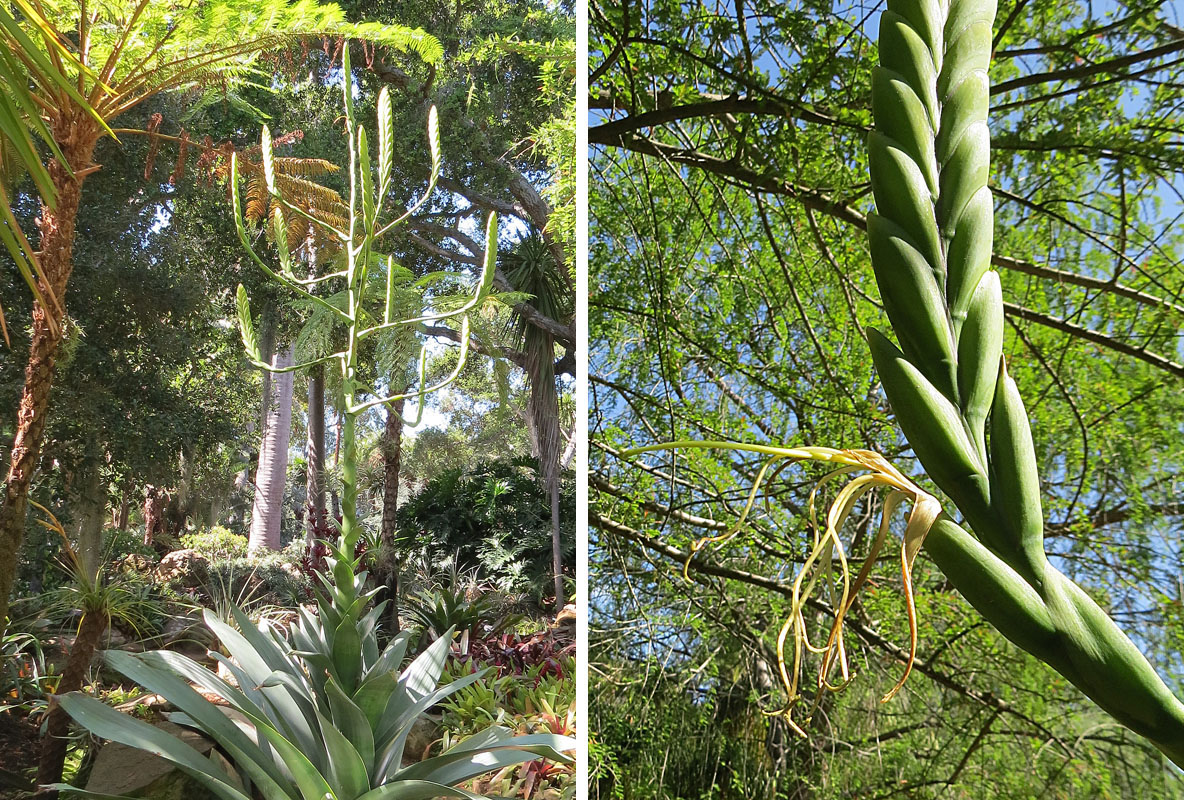
Gesamtblütenstand und Teilblütenstand

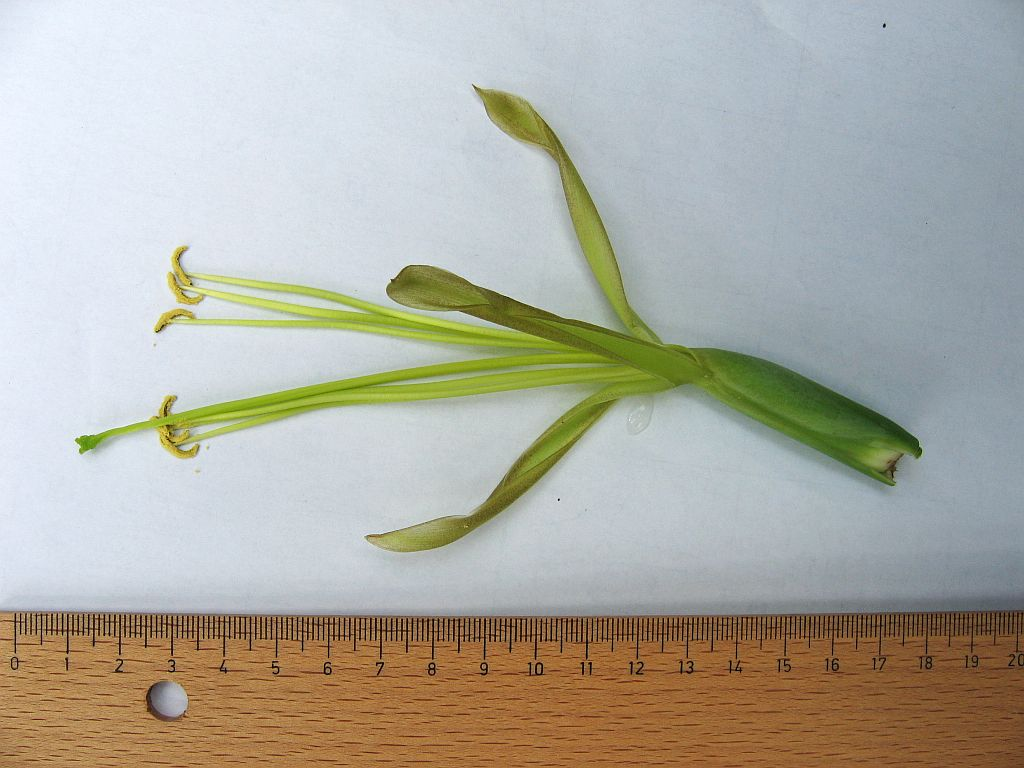
Blüte – mit Blütenkelch, -krone, sechs Staubblättern und Griffel – von der Basis bis zur Narbe 18 Zentimeter lang

### Vegetative Merkmale
Pseudalcantarea grandis wächst als ausdauernde krautige Pflanze. Die Blattrosette dieser Trichterbromelie besitzt einen Durchmesser von über 1,5 Metern. Die einfachen, parallelnervigen Laubblätter sind bläulich bereift und 30 bis 100 Zentimeter lang.

### Generative Merkmale
Der bis zu 3,80 Meter hohe Blütenstand ist einfach oder aus wenigen ährigen Teilblütenständen zusammengesetzt. Wenn Pseudalcantarea grandis zu blühen beginnt nach vielen Jahren, wächst der Blütenstandsschaft zuerst senkrecht, später neigt er sich leicht zur Seite und wächst dann wieder aufrecht; so entsteht eine leicht geschwungene Form des Blütenstandsschaftes. Die vielen Hochblätter sehen den Laubblättern ähnlich. Die Blütenstiele sind etwa 1 Zentimeter lang.
Die relativ großen, zwittrigen Blüten sind dreizählig mit doppelter Blütenhülle. Die drei freien Kelchblätter sind 3 bis 4,5 Zentimeter lang und sind spreizend, weich und hängen früh schlaff. Die drei freien Kronblätter sind gelbgrünlich oder grünlichweiß und 8 bis 12 Zentimeter lang. Die sechs Staubblätter überragen die Blütenkronblätter weit und hängen am Ende der Nacht. Auch der Griffel ragt aus der Blüte heraus.
Es werden Kapselfrüchte gebildet, in denen die Flughaare der Samen nicht gefaltet sind.

## Ökologie
Pseudalcantarea grandis wächst meist lithophytisch an steilen Felswänden, selten epiphytisch.
Pseudalcantarea grandis wird von Fledermäusen bestäubt (Chiropterophilie), deshalb beginnen sich die Blüten am späten Nachmittag zu öffnen, bleiben über Nacht geöffnet und schließen sich am nächsten Morgen wieder.

## Vorkommen
Pseudalcantarea grandis kommt in den mexikanischen Bundesstaaten Vera Cruz, Guanajuato, Oaxaca, Puebla sowie Querétaro vor. Sie gedeiht in Höhenlagen von 1000 bis 1700 Metern.

## Taxonomie
Die Erstbeschreibung erfolgte 1845 unter dem Namen (Basionym) Tillandsia grandis durch Diederich Franz Leonhard von Schlechtendal in Linnaea, Volume 18, S. 424. Das Artepitheton grandis besagt, dass diese Art groß ist. Sie war bis 2016 Teil der Untergattung Pseudalcantarea damit eine Art der Gattung Tillandsia. Die Neukombination zu Pseudalcantarea grandis (Schltdl.) Pinzón & Barfuss wurde 2016 durch Juan P. Pinzón und Michael H. J. Barfuss in Phytotaxa, Volume 279, S. 42 veröffentlicht. Ein weiteres Synonym für Pseudalcantarea grandis (Schltdl.) Pinzón & Barfuss ist Tillandsia viridiflora sensu L.B.Smith non Baker.